# (32934) 1995 SP25
1995 SP25 (asteroide 32934) é um asteroide da cintura principal. Possui uma excentricidade de 0.17274540 e uma inclinação de 1.18440º.
Este asteroide foi descoberto no dia 19 de setembro de 1995 por Spacewatch em Kitt Peak.